# Sphaenognathus monguilloni
Sphaenognathus monguilloni es una especie de coleóptero de la familia Lucanidae.

## Distribución geográfica
Habita en Bolivia y Perú.